# Jessica von Bredow-Werndl
Jessica von Bredow-Werndl, née le 16 février 1986 à Rosenheim, est une cavalière de dressage allemande,.
Lors des Jeux Olympiques de Tokyo en 2021 elle remporte deux médailles d'or : par équipes avec l'Allemagne, et en individuel, en selle sur TSF Dalera.
Aux Jeux olympiques de Versailles 2024, elle est une nouvelle fois médaillée d'or par équipes et en individuel avec son cheval TSF Dalera BB.
TSF Dalera BB est une jument de race Verband der Züchter und Freunde des Ostpr. e.V. née en 2007 en Allemagne chez une éleveure amateure Beatrice A. Buerchler-Keller et confiée en 2015 à Jessica von Bredow-Werndl. Surnommée "Queen" par sa cavalière, le couple complice remporte des succès internationaux dès 2018.

## Palmarès

### Jeux olympiques
- Championne olympique en dressage individuel aux Jeux olympiques de 2020 à Tokyo
- Championne olympique en dressage par équipes aux Jeux olympiques de 2020 à Tokyo
- Championne olympique en dressage individuel aux Jeux olympiques de 2024 à Versailles
- Championne olympique en dressage par équipes aux Jeux olympiques de 2024 à Versailles

### Jeux équestres mondiaux
- Championne du monde par équipes aux Jeux équestres mondiaux de 2018 à Tryon

## Distinctions
- 2022 :  Ordre bavarois du Mérite